# 秋津村 (奈良県)
秋津村（あきつむら）は奈良県北西部、南葛城郡に属していた村。現在は御所市の一部。

## 歴史
- 1889年（明治22年）4月1日 - 町村制の施行により、池之内村、室村、蛇穴村、条村、富田村が合併し秋津村が成立。
- 1897年（明治30年）4月1日 - 所属郡を南葛城郡に変更。
- 1954年（昭和29年）1月1日 - 御所町に編入され、消滅。

## 経済
農業
『大日本篤農家名鑑』によれば秋津村の篤農家は、「堤善夫、上田松之吉、寺田勇治、田村亥之吉、南利右衛門、坂口藤八、宮本與作」等である。
納税
『資産家一覧表』によれば秋津村の所得税納税者は、「池口奈良次郎、西川信繁、岡本早苗、堤善夫、上村榮二、上村三郎兵衛、野口奈良三郎、南淑子、南利右衛門」等である。営業税納税者は、「宮崎菊松、堤善夫」等である。

## 出身・ゆかりのある人物
- 前川喜作（実業家） - 前川製作所創業者。文部科学省事務次官前川喜平の祖父。